# Hoogstraat (Rotterdam)
De Hoogstraat is een van de oudste straten van Rotterdam. Het is een relatief smalle winkelstraat. Er is ook een klein hoogteverschil met de omgeving, maar nauwelijks opvallend. Bij de Vlasmarkt kruist de straat het water van de Delftsevaart. De Hoogstraat loopt in rechte lijn tussen Beursplein en Binnenrotte-Botersloot. Daar maakt de straat een kleine knik en loopt dan in rechte lijn door daar naar het Oostplein. Tussen Beursplein en de Botersloot is de straat ingericht als voetgangersgebied.
Aan de Hoogstraat is de Centrale Bibliotheek gevestigd in een markant gebouw van Jaap Bakema en Hans Boot.

## Geschiedenis
Rond 1270 werd de dam in de Rotte voltooid waar Rotterdam naar is vernoemd. Vlak na voltooiing werden de eerste houten huizen op deze dam gebouwd, later gevolgd door een straat. Dit was het begin van de Hoogstraat. De dam was onderdeel van het traject van een middeleeuwse zeewering, Schielands Hoge Zeedijk. Deze zeedijk loopt nog steeds van Schiedam tot aan Gouda, hoewel de Hoogstraat sinds de Wederopbouw er geen onderdeel meer van is.
De Hoogstraat was in de middeleeuwen de belangrijkste straat van de stad. In 1325 verschenen er de eerste stenen huizen van de stad. En voor 1329 is er een Gasthuis gebouwd. Naast het opvangen van pelgrims en zieken was dit ook de vergaderingsplaats voor het stadsbestuur. De naam Hoogstraat wordt voor het eerst genoemd in 1396. Daarvoor werd de straat benoemd naargelang het stadsdeel waar het in lag:
- Westeinde, tussen Korte Hoogstraat en de Nauwe Kerkstraat. Eerste vermelding in 1351.
- Dam of Middeldam, tussen de Nauwe Kerkstraat en de Lamsteeg (de oostkant van de huidige Binnenrotte). In 1351 Dam genoemd, na 1357 Middeldam.
- Oosteinde, tussen Lamsteeg en het huidige Oostplein. Eerste vermelding in 1338.[3]

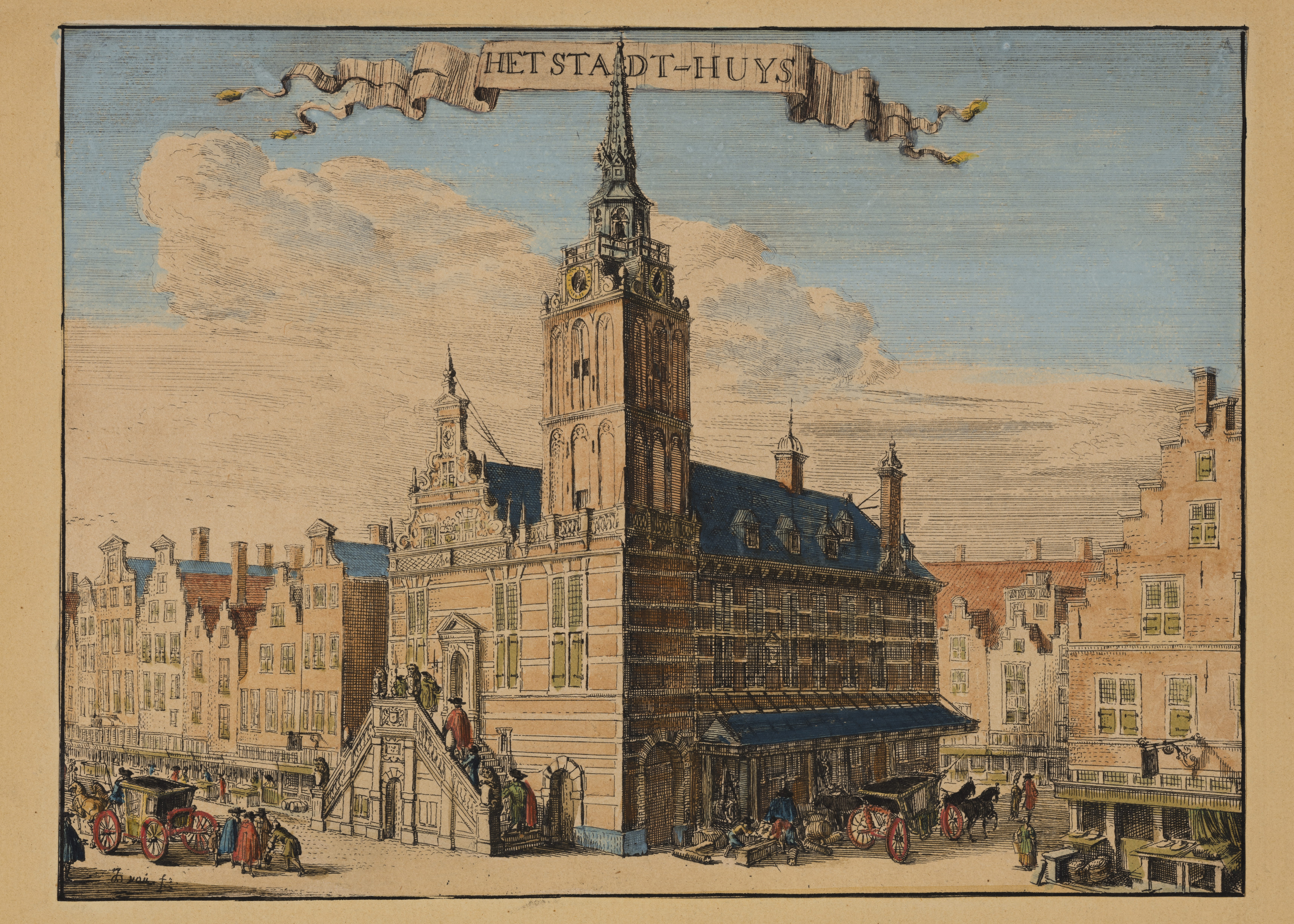
Het stadhuis op de Hoogstraat rond 1695, door Johannes de Vou

In 1547 verhuisde het Gasthuis naar een ander gebouw op de Hoogstraat en kreeg het stadsbestuur een eigen stadhuis. Daarna is het gebouw nog enkele keren verbouwd, maar tot 1920 stond het Rotterdamse stadhuis aan de Hoogstraat. Toen opende het huidige stadhuis op de Coolsingel.
In 1929 opende de Brabantse schoenenfabriek Van Haren haar eerste eigen winkel aan de Hoogstraat 281.
De Hoogstraat liep van oudsher in een rechte lijn, vanaf de Oostpoort de hele stad door, over de dam in de Rotte waar de stad naar is vernoemd. Tijdens de Wederopbouw van Rotterdam (vanaf 1940) is het oostelijke gedeelte van de Hoogstraat tussen Binnenrotte en Oostplein verlegd. Sindsdien zit er een knik in de Hoogstraat. Later is het westelijke deel van de Hoogstraat ingericht als voetgangersgebied.

## Wijde Kerkstraat
Vanaf de Hoogstraat is er een doorsteek Wijde Kerkstraat die leidt naar het Grotekerkplein, het plein voor de ingang van de 15e-eeuwse Laurenskerk grenst. De Wijde Kerkstraat ontstond door de verbreding van de Wijde Kerksteeg aan het einde van de 19e eeuw. Bij de verbreding werd het "huisje van Erasmus" afgebroken, waar Erasmus in 1466 zou zijn geboren. De nieuwbouw, een bedrijfsgebouw van de textielhandel A.J. Polak & Zonen aan de Hoogstraat, kreeg een nostalgische zijgevel in middeleeuwse stijl die de herinnering aan het Erasmushuisje levendig moest houden. Kort voor de Eerste Wereldoorlog nam Abraham Tuschinski het pand over van bakkerij Brandts om er zijn Thalia-bioscoop in te vestigen. De deur van het Erasmushuisje werd ingang naar de kantoren van Tuschinski.

## Korte Hoogstraat
De Korte Hoogstraat is de dwarsverbinding aan het einde naar de Blaak. Het is nu een al even historische straat met het enig overgebleven 17e-eeuwse gebouw in de stad, het Schielandshuis, gebouwd voor het hoogheemraadschap Schieland. Tegenover het Schielandshuis staat een borstbeeld van Pim Fortuyn. Op 6 mei 2012 om 18.00, tien jaar na de moord, kreeg dat gedeelte van de Korte Hoogstraat  uur de naam Pim Fortuynplaats. 
De Korte Hoogstraat heette tot in de 19e eeuw nog de Schiedamsedijk.

## Fotogalerij

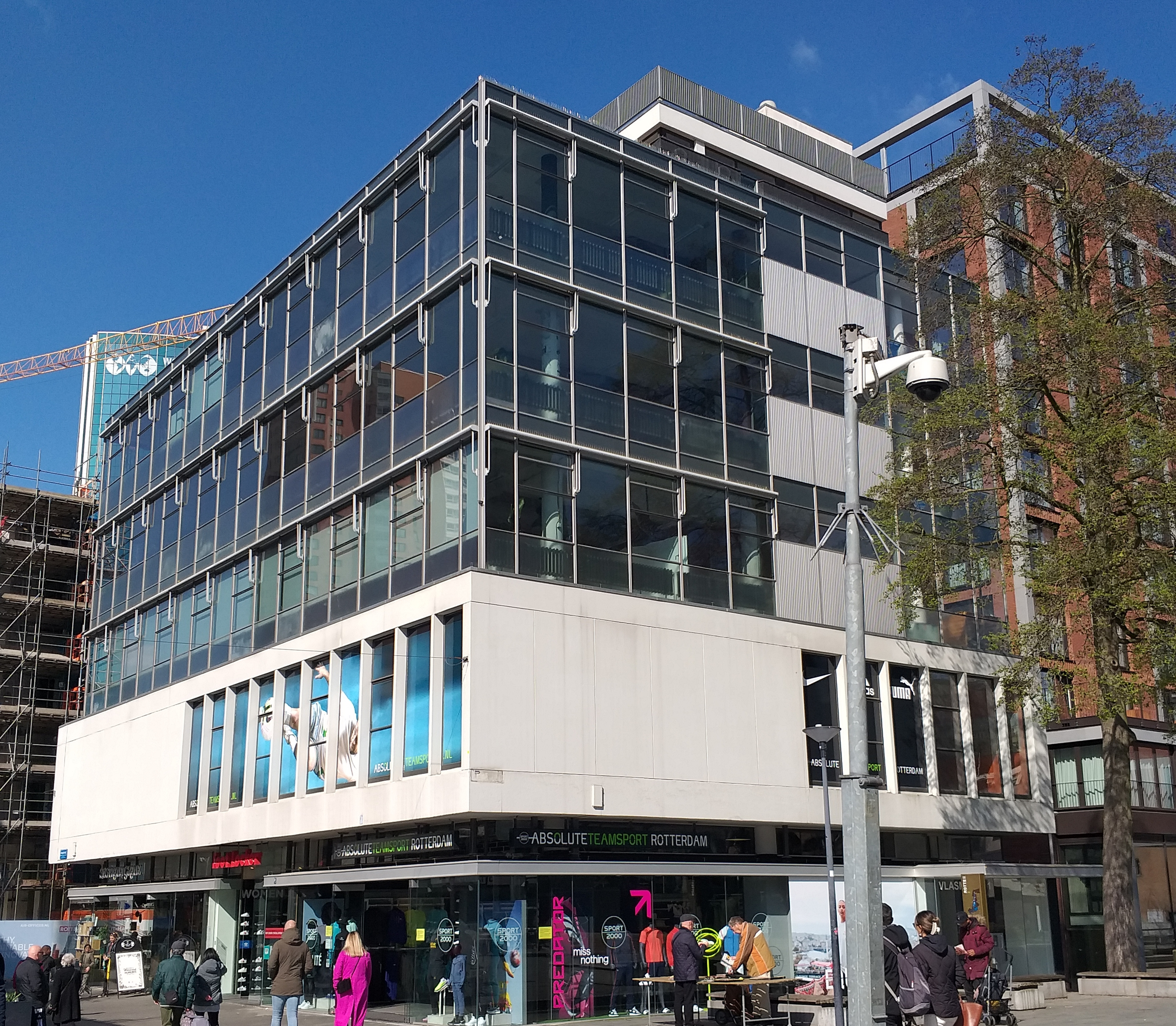
Rijksmonument Huf aan de Hoogstraat
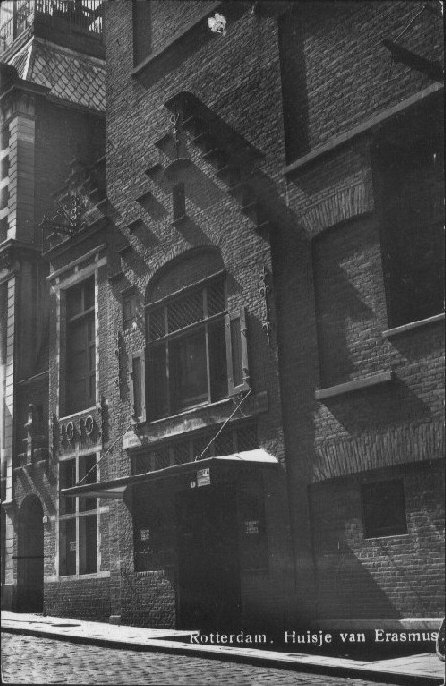
Het 'huisje van Erasmus' in de Wijde Kerksteeg. De foto is gemaakt rond 1900. Het gebouw is verwoest in 1940.
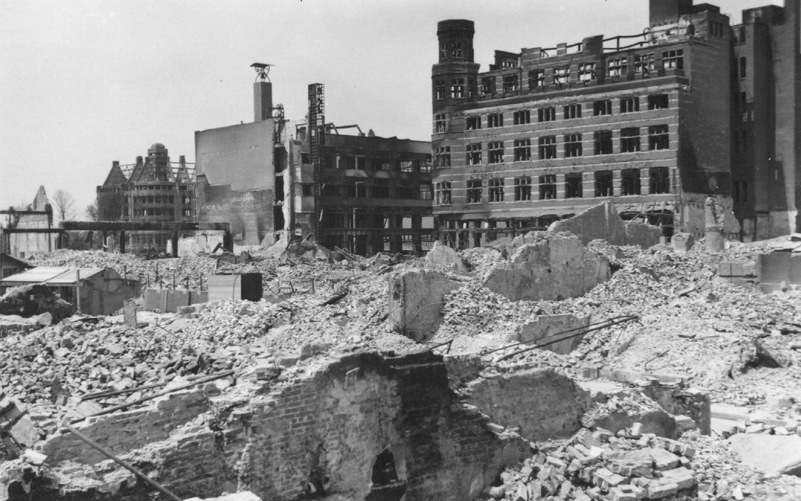
Gezicht op de door het Duitse bombardement van 14 mei 1940 getroffen Korte Hoogstraat en Hoogstraat. Met restanten o.a van de Hema en C&A. Op de achtergrond de Amsterdamsche bank aan de Coolsingel.
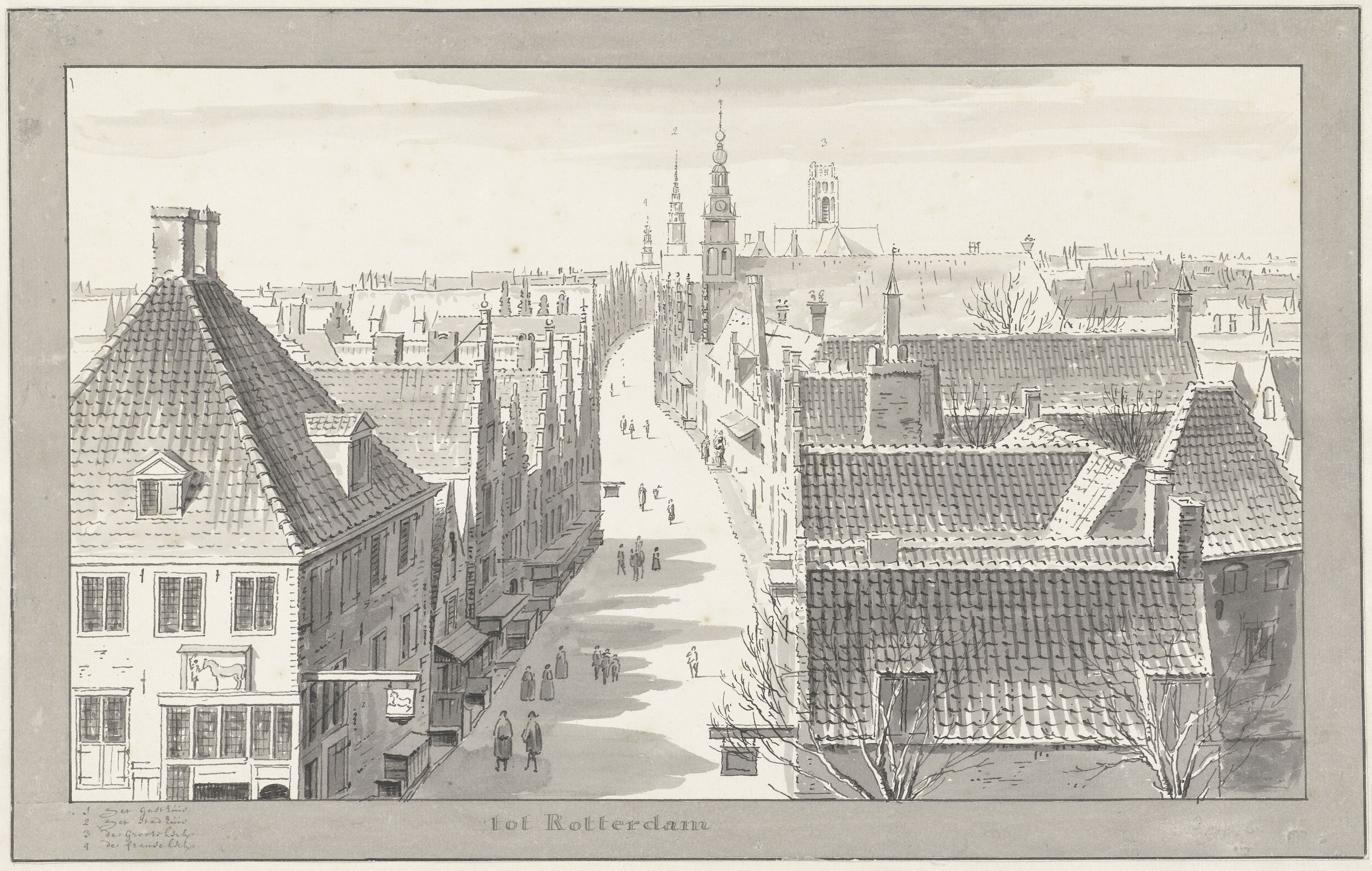
De Hoogstraat in de eerste helft van de 18de eeuw